# 1244
Il 1244 (MCCXLIV in numeri romani) è un anno bisestile del XIII secolo.

## Eventi
- Costituzione della Compagnia di Santa Maria della Misericordia, poi Venerabile Arciconfraternita della Misericordia di Firenze, la più antica Confraternita Laica per l'assistenza ai malati e, in generale, la più antica istituzione privata di volontariato esistente al mondo, ancora attiva dalla sua fondazione.
- Caduta di Montsegur dopo 11 mesi di assedio da parte del siniscalco reale di Carcassone, Hugh de Arcis.

## Nati
- 24 giugno - Enrico I d'Assia, nobile tedesco († 1308)
- Ottone III di Weimar-Orlamünde, nobile tedesco († 1285)
- Bonifacio di Savoia, conte († 1263)
- Erwin von Steinbach, architetto tedesco († 1318)
- Folquet de Lunel, trovatore francese

## Morti
- 1º febbraio - Ralph Neville, vescovo e politico inglese
- 1º marzo - Gruffydd ap Llywelyn Fawr, nobile gallese
- 19 marzo - Isnardo da Chiampo, religioso italiano
- 1º aprile - Ottone II di Ravensberg, nobile tedesco
- 25 giugno - Jacopo da Pecorara, cardinale italiano
- 25 luglio - Salinguerra II Torelli, nobile e politico italiano (n. 1164)
- 24 agosto - Atanasio II di Gerusalemme, arcivescovo ortodosso bizantino
- 3 settembre - Guala de Roniis, vescovo cattolico italiano
- 5 dicembre - Giovanna di Costantinopoli, contessa
- Aimone da Faversham, religioso inglese
- Burcardo d'Avesnes, nobile fiammingo (n. 1180)
- Oberto Catena, vescovo cattolico italiano
- Giovanni Comneno Ducas, sovrano
- Eleonora di Castiglia, sovrana spagnola (n. 1202)
- Manfredo III di Saluzzo, nobile italiano (n. 1204)
- Muhammad ibn Abd Al-Haqq, sultano (n. 1202)
- Saionji Kintsune, militare giapponese (n. 1171)

## Calendario
| Calendario 1244 | Calendario 1244 | Calendario 1244 | Calendario 1244 | Calendario 1244 | Calendario 1244 | Calendario 1244 | Calendario 1244 | Calendario 1244 | Calendario 1244 | Calendario 1244 | Calendario 1244 | Calendario 1244 | Calendario 1244 | Calendario 1244 | Calendario 1244 | Calendario 1244 | Calendario 1244 | Calendario 1244 | Calendario 1244 | Calendario 1244 | Calendario 1244 | Calendario 1244 | Calendario 1244 | Calendario 1244 | Calendario 1244 | Calendario 1244 | Calendario 1244 | Calendario 1244 | Calendario 1244 | Calendario 1244 | Calendario 1244 | Calendario 1244 |
| --------------- | --------------- | --------------- | --------------- | --------------- | --------------- | --------------- | --------------- | --------------- | --------------- | --------------- | --------------- | --------------- | --------------- | --------------- | --------------- | --------------- | --------------- | --------------- | --------------- | --------------- | --------------- | --------------- | --------------- | --------------- | --------------- | --------------- | --------------- | --------------- | --------------- | --------------- | --------------- | --------------- |
|                 | 1               | 2               | 3               | 4               | 5               | 6               | 7               | 8               | 9               | 10              | 11              | 12              | 13              | 14              | 15              | 16              | 17              | 18              | 19              | 20              | 21              | 22              | 23              | 24              | 25              | 26              | 27              | 28              | 29              | 30              | 31              |                 |
| Gennaio         | Ve              | Sa              | Do              | Lu              | Ma              | Me              | Gi              | Ve              | Sa              | Do              | Lu              | Ma              | Me              | Gi              | Ve              | Sa              | Do              | Lu              | Ma              | Me              | Gi              | Ve              | Sa              | Do              | Lu              | Ma              | Me              | Gi              | Ve              | Sa              | Do              |                 |
| Febbraio        | Lu              | Ma              | Me              | Gi              | Ve              | Sa              | Do              | Lu              | Ma              | Me              | Gi              | Ve              | Sa              | Do              | Lu              | Ma              | Me              | Gi              | Ve              | Sa              | Do              | Lu              | Ma              | Me              | Gi              | Ve              | Sa              | Do              | Lu              |                 |                 |                 |
| Marzo           | Ma              | Me              | Gi              | Ve              | Sa              | Do              | Lu              | Ma              | Me              | Gi              | Ve              | Sa              | Do              | Lu              | Ma              | Me              | Gi              | Ve              | Sa              | Do              | Lu              | Ma              | Me              | Gi              | Ve              | Sa              | Do              | Lu              | Ma              | Me              | Gi              |                 |
| Aprile          | Ve              | Sa              | Do              | Lu              | Ma              | Me              | Gi              | Ve              | Sa              | Do              | Lu              | Ma              | Me              | Gi              | Ve              | Sa              | Do              | Lu              | Ma              | Me              | Gi              | Ve              | Sa              | Do              | Lu              | Ma              | Me              | Gi              | Ve              | Sa              |                 |                 |
| Maggio          | Do              | Lu              | Ma              | Me              | Gi              | Ve              | Sa              | Do              | Lu              | Ma              | Me              | Gi              | Ve              | Sa              | Do              | Lu              | Ma              | Me              | Gi              | Ve              | Sa              | Do              | Lu              | Ma              | Me              | Gi              | Ve              | Sa              | Do              | Lu              | Ma              |                 |
| Giugno          | Me              | Gi              | Ve              | Sa              | Do              | Lu              | Ma              | Me              | Gi              | Ve              | Sa              | Do              | Lu              | Ma              | Me              | Gi              | Ve              | Sa              | Do              | Lu              | Ma              | Me              | Gi              | Ve              | Sa              | Do              | Lu              | Ma              | Me              | Gi              |                 |                 |
| Luglio          | Ve              | Sa              | Do              | Lu              | Ma              | Me              | Gi              | Ve              | Sa              | Do              | Lu              | Ma              | Me              | Gi              | Ve              | Sa              | Do              | Lu              | Ma              | Me              | Gi              | Ve              | Sa              | Do              | Lu              | Ma              | Me              | Gi              | Ve              | Sa              | Do              |                 |
| Agosto          | Lu              | Ma              | Me              | Gi              | Ve              | Sa              | Do              | Lu              | Ma              | Me              | Gi              | Ve              | Sa              | Do              | Lu              | Ma              | Me              | Gi              | Ve              | Sa              | Do              | Lu              | Ma              | Me              | Gi              | Ve              | Sa              | Do              | Lu              | Ma              | Me              |                 |
| Settembre       | Gi              | Ve              | Sa              | Do              | Lu              | Ma              | Me              | Gi              | Ve              | Sa              | Do              | Lu              | Ma              | Me              | Gi              | Ve              | Sa              | Do              | Lu              | Ma              | Me              | Gi              | Ve              | Sa              | Do              | Lu              | Ma              | Me              | Gi              | Ve              |                 |                 |
| Ottobre         | Sa              | Do              | Lu              | Ma              | Me              | Gi              | Ve              | Sa              | Do              | Lu              | Ma              | Me              | Gi              | Ve              | Sa              | Do              | Lu              | Ma              | Me              | Gi              | Ve              | Sa              | Do              | Lu              | Ma              | Me              | Gi              | Ve              | Sa              | Do              | Lu              |                 |
| Novembre        | Ma              | Me              | Gi              | Ve              | Sa              | Do              | Lu              | Ma              | Me              | Gi              | Ve              | Sa              | Do              | Lu              | Ma              | Me              | Gi              | Ve              | Sa              | Do              | Lu              | Ma              | Me              | Gi              | Ve              | Sa              | Do              | Lu              | Ma              | Me              |                 |                 |
| Dicembre        | Gi              | Ve              | Sa              | Do              | Lu              | Ma              | Me              | Gi              | Ve              | Sa              | Do              | Lu              | Ma              | Me              | Gi              | Ve              | Sa              | Do              | Lu              | Ma              | Me              | Gi              | Ve              | Sa              | Do              | Lu              | Ma              | Me              | Gi              | Ve              | Sa              |                 |